# Trail of the Pink Panther
Trail of the Pink Panther is een komische film uit 1982. Het is de zevende film in de The Pink Panther-serie en de laatste met Peter Sellers als Inspector Jacques Clouseau. Sellers was al overleden voordat de productie begon, zijn optreden werd gemaakt uit een mix van flashbacks naar eerdere films, en ongebruikt materiaal uit The Pink Panther Strikes Again. David Niven speelde opnieuw de rol van "the Phantom", een rol die hij ook al speelde in The Pink Panther uit 1963. Vanwege zijn slechte gezondheid werd zijn stem nagesynchroniseerd door Rich Little. Reguliere acteurs uit de serie, Herbert Lom als Dreyfus, Burt Kwouk als Cato en Graham Stark als Hercule (zijn tweede optreden in die rol, na A Shot in the Dark uit 1964) keerden terug. Ook Joanna Lumley speelt mee, als een journalist die het spoor ("trail") van de vermiste Clouseau volgt. Net als de eerdere films bevat Trail of the Pink Panther een geanimeerde openings- en slotscène.
Ook al werd de film gemaakt als eerbetoon aan Peter Sellers, de critici sabelden hem helemaal neer. De film werd uitgebracht voor kerstmis 1982, en haalde 9 miljoen dollar op. Dit was een zeer gering bedrag in vergelijking met voorgaande films; Revenge of the Pink Panther was bijvoorbeeld niet minder dan 49 miljoen dollar waard. Toch kwam er snel een nieuwe film: Curse of the Pink Panther. In deze film doet Sellers helemaal niet mee. Het is een verhaal rond Ted Wass als Clifton Sleigh.
Regisseur Blake Edwards droeg de film op aan Sellers, beschreven als "de enige echte Inspector Clouseau". Desondanks klaagde Sellers' vrouw Lynne Frederick de producers aan. Ze claimde dat de film de reputatie van haar man bezoedelde. Ze won met de rechtszaak meer dan een miljoen dollar. De vrouw van Edwards, Julie Andrews, speelt een kleine rol als schoonmaakster. Ondanks geruchten speelt Alan Arkin (Clouseau in Inspector Clouseau) geen rol in de film.

## Verhaal
De beroemde Pink Panther-diamant uit Lugash is opnieuw gestolen. Inspector Clouseau (Peter Sellers, uit verwijderde scènes van "Strikes Again") wordt opgeroepen de zaak op te lossen, ondanks protesten van Charles Dreyfus. Tijdens de zaak wordt duidelijk dat hij wordt achtervolgd door de maffia (vanwege de gebeurtenissen in Revenge of the Pink Panther).
Eerst gaat Clouseau naar Londen om Sir Charles Lytton te ondervragen. Hij is er niet van op de hoogte dat die in Zuid-Frankrijk woont, en niemand vertelt het hem. Rijdend naar het vliegveld blaast hij zijn eigen auto op, hij gelooft dat het een moordaanslag is. Clouseau besluit zichzelf te vermommen tijdens het vliegen, waardoor hij wordt aangehouden door Scotland Yard.
Ondertussen is het bevestigd dat er wellicht meer moordaanslagen zullen volgen, waardoor hij niet naar Lugash mag. Later wordt Clouseau door Dreyfus verteld toch te gaan.
Daar verdwijnt Clouseau en Marie Jouvet, een journaliste, onderzoekt zijn verdwijning om zijn achtergrond te onderzoeken door het interviewen van mensen die hem kenden. Hier worden veel scènes gebruikt uit eerdere films. Jouvet interviewt ook Clouseaus vader, die haar beelden uit Clouseaus kindertijd (gespeeld door Lucca Mezzofanti) en Clouseaus werk voor het Franse verzet (gespeeld door Daniel Peacock) in de Tweede Wereldoorlog laat zien. Jouvet ontdekt zijn slechte band met de maffia, die nu geleid wordt door Bruno Langlois. Die waarschuwt Jouvet te stoppen met zoeken naar Clouseau, wat de journaliste weigert. Ze klaagt bij Dreyfus over het dreigement, maar die wil Clouseau net zo graag dood als Langlois, waardoor geen aanklacht wordt ingediend, tot Jouvets frustratie.
De film eindigt met Jouvet die concludeert dat Clouseau nog moet leven. Clouseau (gespeeld door Joe Dunne, gezien van achteren) is te zien terwijl hij uitkijkt over de zee, op een klif. Een overvliegende meeuw poept op zijn jasje. Hierna zijn nog de woorden "Swine seagull!" (vieze meeuw) te horen, waarna de film eindigt met een montage van grappige scènes uit eerdere films.

## Rolverdeling
| Acteur           | Personage                  |
| ---------------- | -------------------------- |
| Peter Sellers    | Inspector Jacques Clouseau |
| David Niven      | Sir Charles Lytton         |
| Herbert Lom      | Charles Dreyfus            |
| Richard Mulligan | Clouseaus vader            |
| Joanna Lumley    | Marie Jouvet               |
| Capucine         | Lady Simone Lytton         |
| Robert Loggia    | Bruno Langois              |
| Harvey Korman    | Prof. Auguste Balls        |
| Burt Kwouk       | Cato Fong                  |
| Graham Stark     | Hercule LaJoy              |
| Peter Arne       | Kolonel Bufoni             |
| André Maranne    | François Chevalier         |